# Боголюбская церковь (Ивановка)
Церковь Боголю́бской иконы Божией Матери — православный храм в селе Ивановка Старомайнского района Ульяновской области, построенный в 1892 году. Памятник истории и культуры РФ.

## История
Церковь в селе Ивановке была заложена в 1888 году, когда вместо сгоревшей деревянной часовни начали строить каменную церковь во имя Боголюбивой Божией Матери, в память о чудесном событии, происшедшем 17 октября 1888 года — крушении императорского поезда, в котором Александру III удалось выжить. В ответ император прислал значимую икону Боголюбивой Пресвятой Богородицы, подняв тем самым престиж здешнего храма. Храм в селе был построен в 1892 году.
В начале 1961 года, несмотря на протесты верующих, храм был закрыт. В 1972 году церковное имущество было изъято. Помещение храма было переделано под склад, а Боголюбская икона помещена в запасники Ульяновского краеведческого музея. В 1991 году по многочисленным просьбам верующих икона была передана в Богоявленский храм посёлка Старая Майна, так как церковь в Ивановке тогда не действовала.
В 2008 году храм Боголюбской иконы Божией Матери был возвращён верующим и отремонтирован.
В 2015 году состоялось торжественное освящение списка Боголюбской иконы Божией Матери и передача его в храм села Ивановка.
Распоряжением Правительства Ульяновской области «О включении выявленных объектов культурного наследия в Единый государственный реестр объектов культурного наследия (памятников истории и культуры) народов Российской Федерации и утверждении границ территорий объектов культурного наследия» № 343-пр от 17.07.2017 г. храм был включён в Государственный список недвижимых памятников истории и культуры Ульяновской области.

## Престольный праздник

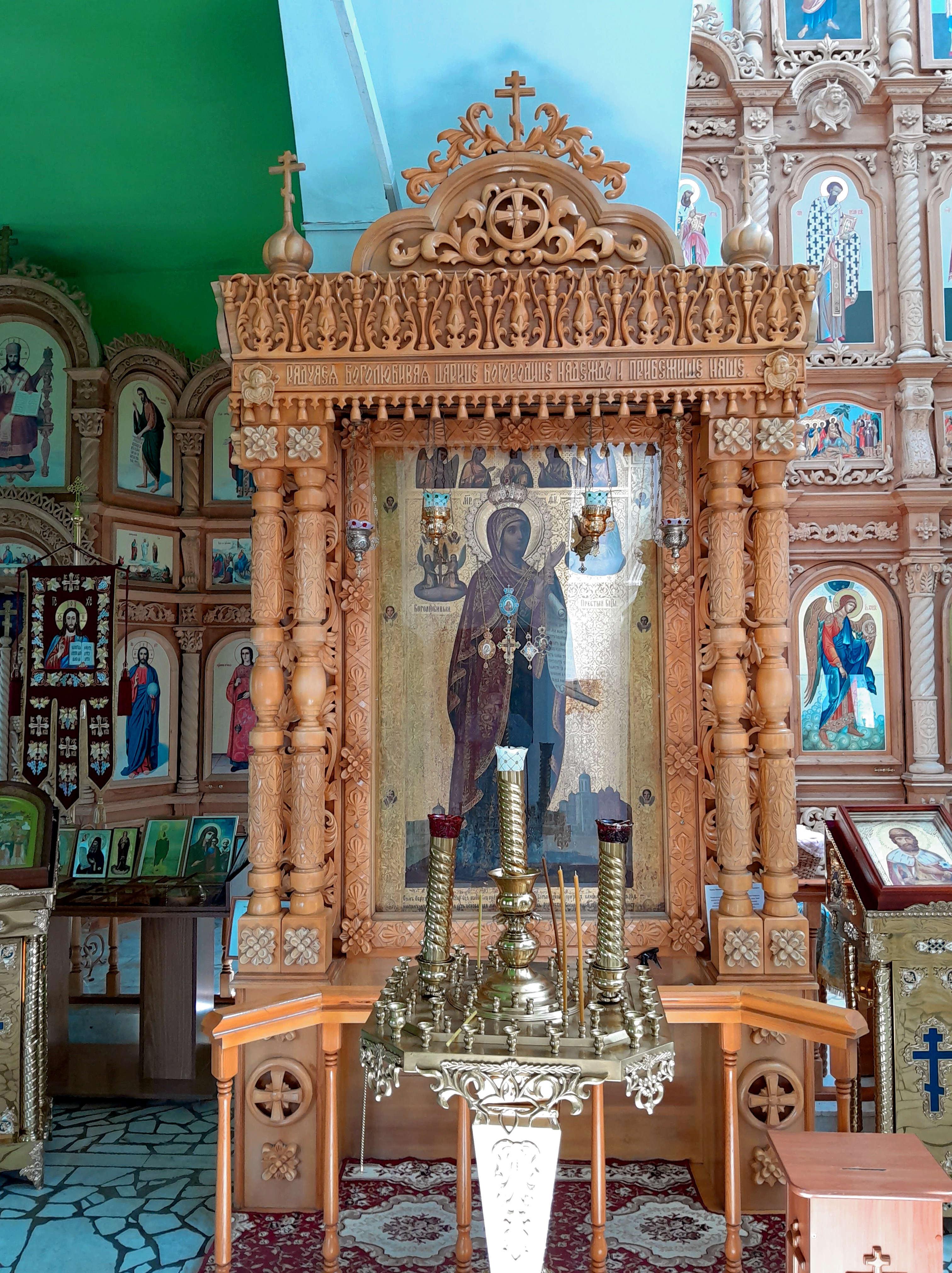
Боголюбская икона Божией Матери, ныне находится в Богоявленском храме (Старая Майна).

Боголюбская икона Божией Матери — 1 июля.

## Духовенство
- Священник Иоанн Разсудов (с 1898 г.)[11]
- Священник Константин Конарев (с 1 ноября 1933 г. по 4 апреля 1954 г.)[11].
- Священник Зайцев, староста Павел Котов (по 1961 г.)[5].
- Настоятель храма священник Сергий Исаков[2] (на 2023).

## Галерея

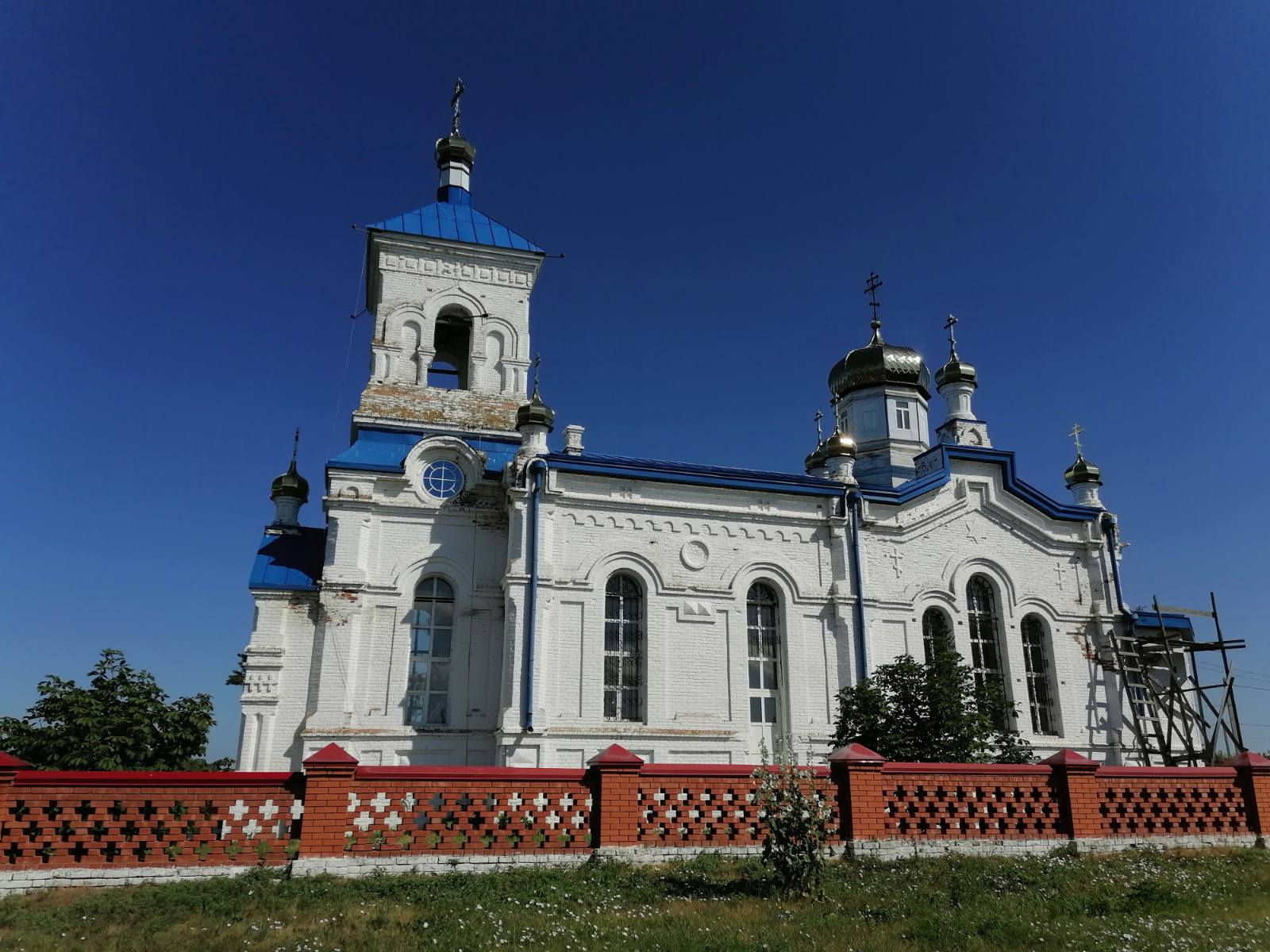
Храм Боголюбивой иконы БМ.
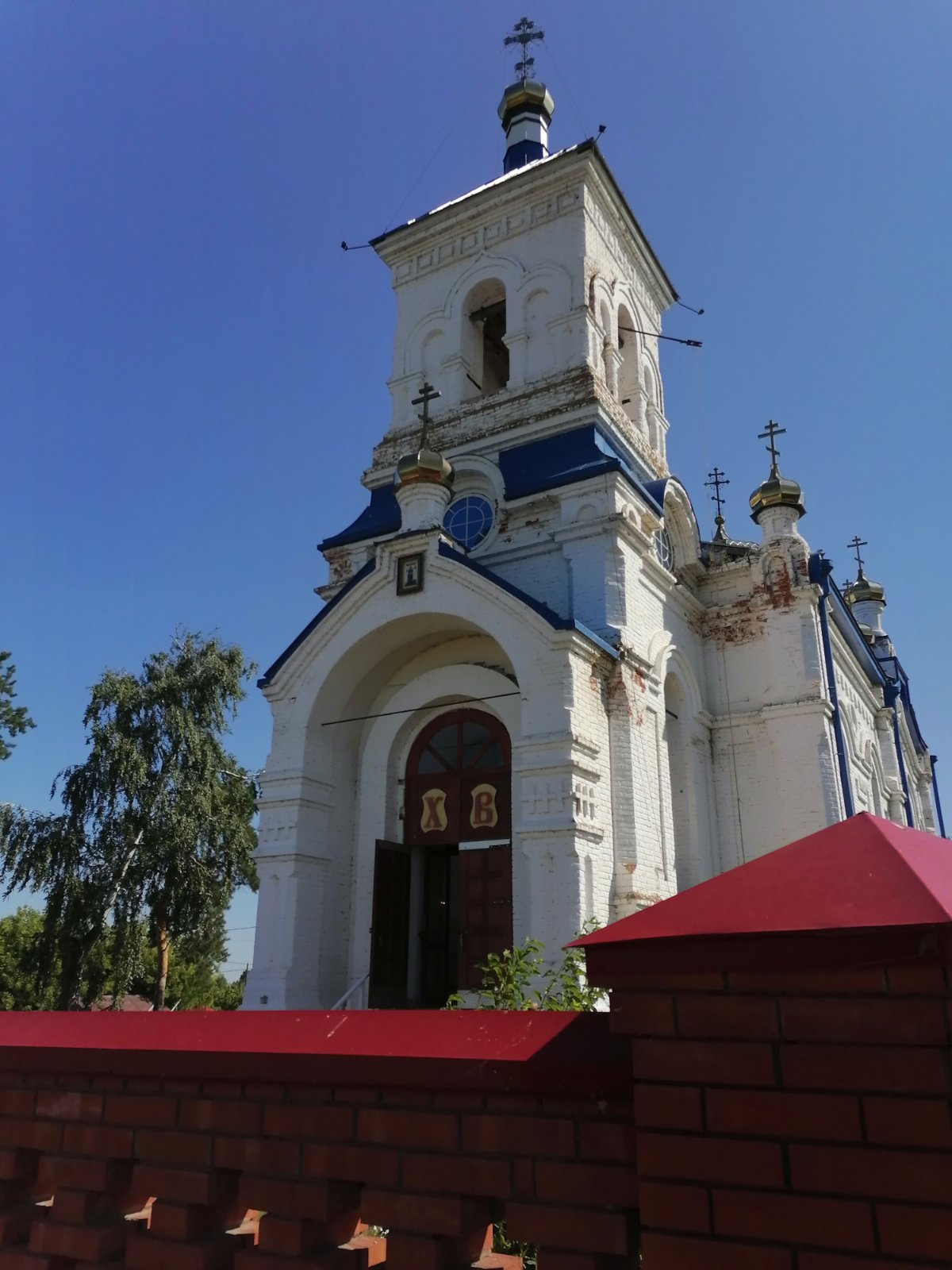
Храм Боголюбивой иконы БМ.
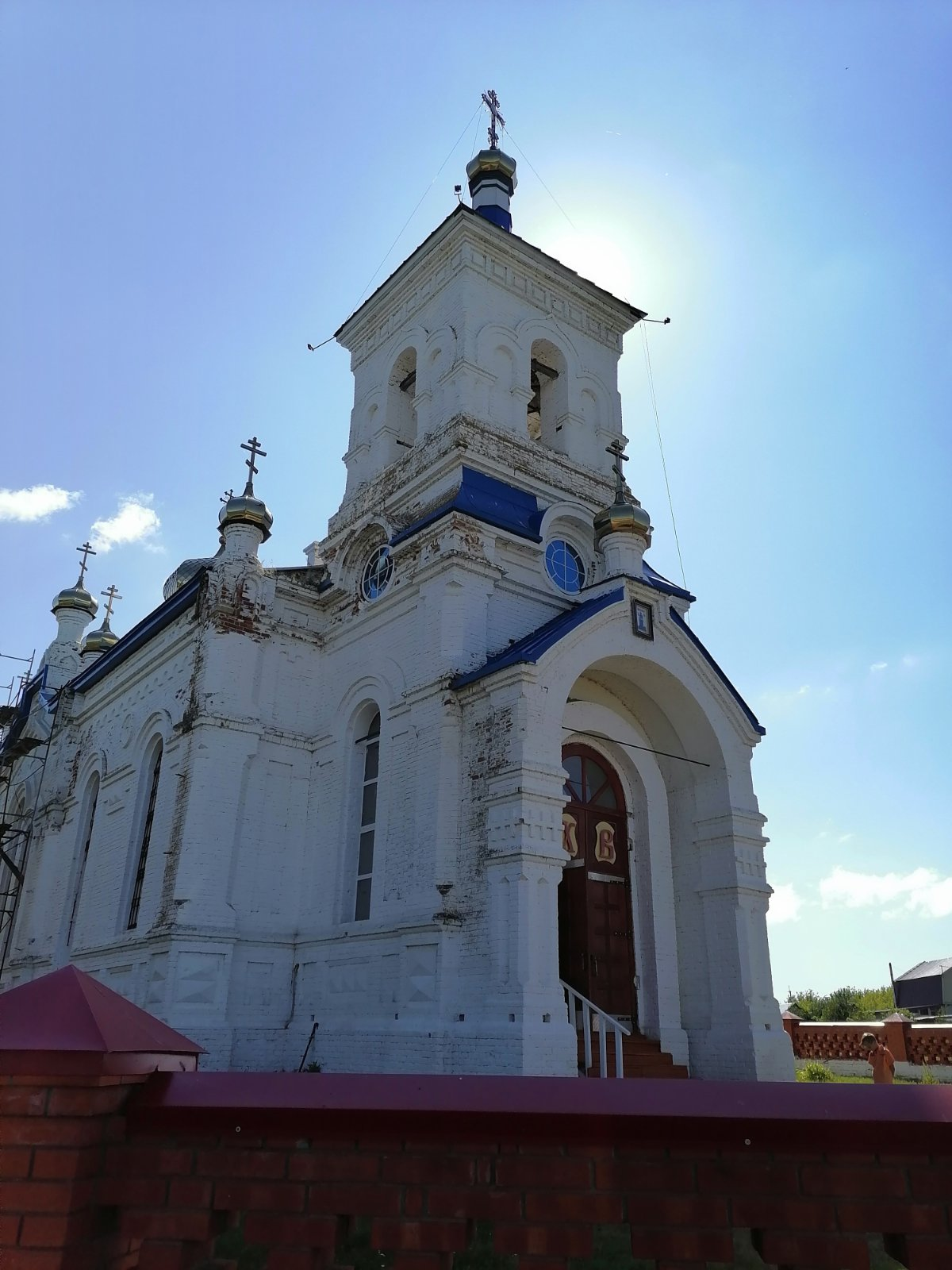
Храм Боголюбивой иконы БМ.
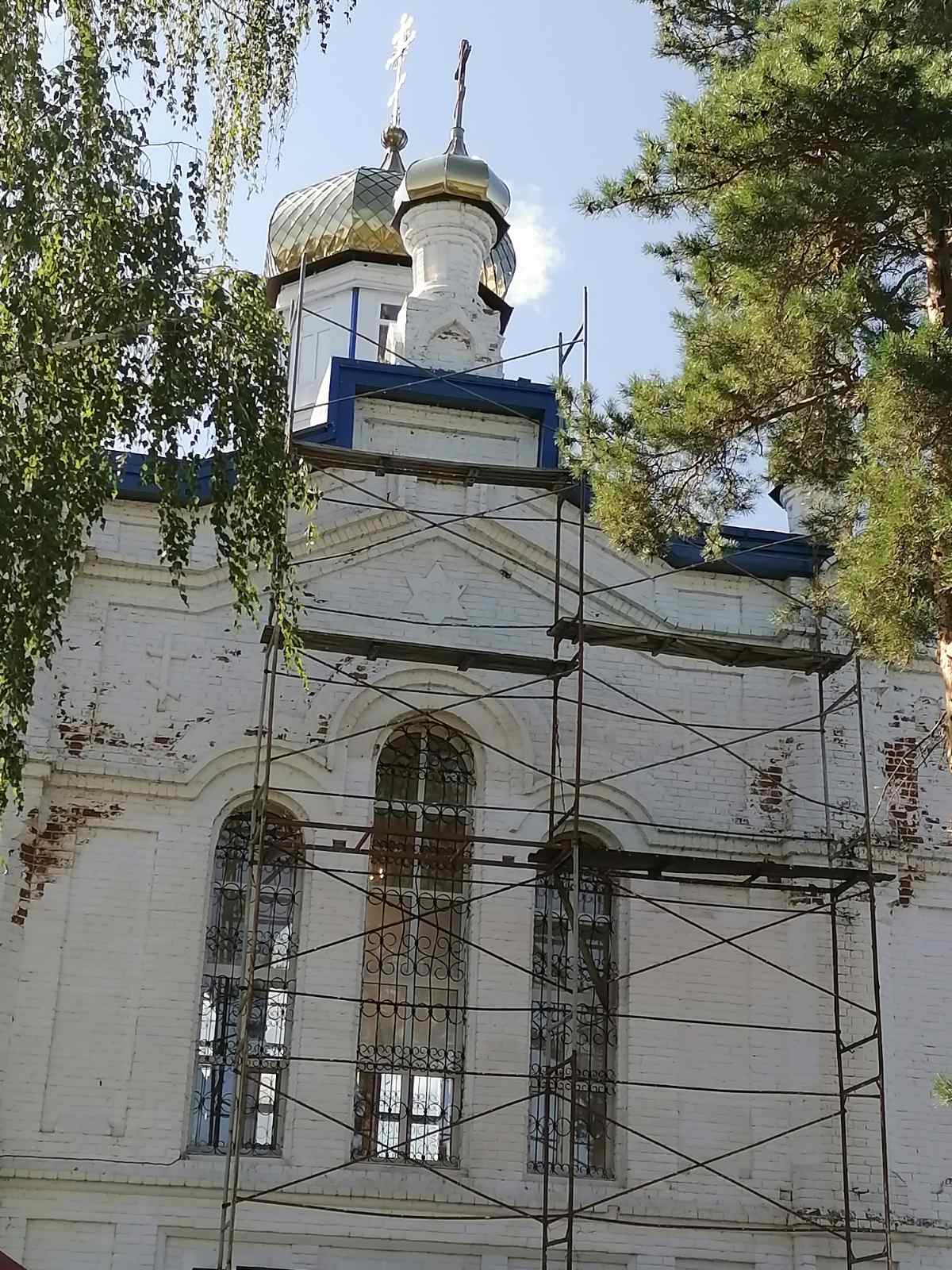
Храм Боголюбивой иконы БМ.